# Joyce Winifred Vickery
Joyce Winifred Vickery (15 de diciembre de 1908-29 de mayo de 1979) fue una botánica australiana, especializada en taxonomía y que se dio a conocer en Australia por la Botánica forense.
Nace en Strathfield un suburbio de Sídney. Concurre al Colegio Metodista de Señoritas, en Burwood, Nueva Gales del Sur, y luego continúa en la Universidad de Sídney graduándose B.Sc. en 1931. Para graduarse de máster de Ciencias, se hace demostradora de Botánica, recibiéndose en 1933.
A Vickery se le ofreció la posición de «botánico asistente» en el «Herbario Nacional de Nueva Gales del Sur» en agosto de 1936, que rechaza debido a que su estipendio iba a ser inferior al de un varón con sus mismas calificaciones. Por suerte, luego de negociaciones para incrementar su salario, acepta la posición convirtiéndose en la primera investigadora mujer en el Herbario de Nueva Gales del Sur. Allí comenzó a trabajar en taxonomía vegetal, siendo su mayor proyecto la taxonomía de la enorme familia de pastos gramíneas Poaceae.
En 1959 recibe su D.Sc. por su tesis en taxonomía del género Poa.
En 1960, atrae al gran público cuando es llamada por la policía de Nueva Gales del Sur, para identificar fragmentos vegetales en el caso de secuestro y asesinato de Graham Thorne en 1960. En 1961 Stephen Leslie Bradley es sentenciado, sobre la base de su análisis de suelo y plantas del escenario del crimen.
Recibe su M.B.E. en 1962, y se retira del herbario en 1968, continuando en investigación activamente, involucrándose en varios proyectos de conservación, falleciendo de cáncer en 1979.

## Honores
Fue miembro de las Sociedades linneanas y Reales de Nueva Gales del Sur.
- La abreviatura «Vickery» se emplea para indicar a Joyce Winifred Vickery como autoridad en la descripción y clasificación científica de los vegetales.[3]